# ENDER ENDER
「ENDER ENDER」（エンダー・エンダー）は、MUCCの楽曲で、31枚目のシングル。2014年5月28日、ソニー・ミュージックアソシエイテッドレコーズから発売された。

## 概要
- 約7ヶ月ぶりのシングル。
- 初回生産限定盤と通常盤の2タイプが同時発売。初回生産限定盤はCDとDVDの2枚組。
- テレビ朝日系音楽番組『BREAK OUT』5月度オープニングテーマにタイアップされた。

## 収録曲
- 全編曲：ミヤ

### 初回生産限定盤
1. ENDER ENDER
作詞：逹瑯 作曲：ミヤ
  - メタルコアにダンサブルな電子音を加えた激しい曲。前作がフォーク寄りの曲調だったことから「ガチガチに激しいやつをブっ込みたい」と思ったミヤが作曲。[1]
2. モノポリー
作詞：逹瑯 作曲：ミヤ
  - KornやLimp Bizkit等の90年代のラウドロックを意識して作った曲。

#### DEMO OF THE WORLD
- 「World's End」と「HALO」の表題曲とカップリングのデモ音源を収録している。「World's End」に収録されていたデモと違い、一つのトラックとして収録されている。カッコ（）内は当時の仮タイトルである。

1. HALO（偏西風）
2. Monroe（モンロー）
3. World's End（World's End）
4. WateR（water）
5. テリトリー（Joy）
6. 自演奴（198）

#### DVD
1. ENDER ENDER MUSIC VIDEO
2. MAKING

### 通常盤
1. ENDER ENDER
2. モノポリー
3. 前へ -In its true light-
作詞：逹瑯 作曲：SATOち
  - 『葬ラ謳』収録曲の「前へ」の再録版。間奏にレゲェ調のフレーズが追加されている。